# Team SpiderTech-C10/Saison 2011
Dieser Artikel listet Erfolge und Mannschaft des Radsportteams SpiderTech-C10 in der Saison 2011 auf.

## Erfolge in der UCI America Tour
| Datum         | Rennen                                            | Kat. | Fahrer     |
| ------------- | ------------------------------------------------- | ---- | ---------- |
| 17. Juni      | 4. Etappe Tour de Beauce (EZF)                    | 2.2  | Svein Tuft |
| 19. Juni      | 6. Etappe Tour de Beauce                          | 2.2  | Svein Tuft |
| 23. Juni      | Kanadische Meisterschaft – Einzelzeitfahren       | CN   | Svein Tuft |
| 23. Juni      | Kanadische Meisterschaft – Einzelzeitfahren (U23) | CN   | Hugo Houle |
| 25. Juni      | Kanadische Meisterschaft – Straßenrennen          | CN   | Svein Tuft |
| 25. Juni      | Kanadische Meisterschaft – Straßenrennen (U23)    | CN   | Hugo Houle |
| 17. September | Univest Grand Prix                                | 1.2  | Ryan Roth  |

## Erfolge in der UCI Europe Tour
| Datum      | Rennen                    | Kat. | Fahrer     |
| ---------- | ------------------------- | ---- | ---------- |
| 23. August | Grote Prijs Stad Zottegem | 1.1  | Svein Tuft |

## Abgänge – Zugänge
| Zugänge                  | Team 2010                | Abgänge           | Team 2011 |
| ------------------------ | ------------------------ | ----------------- | --------- |
| Svein Tuft               | Garmin-Transitions       | Eric Boily        | Unbekannt |
| Will Routley             | Jelly Belly-Kenda        | Stéphane Cossette | Unbekannt |
| Ryan Anderson            | Kelly Benefit Strategies |                   |           |
| Zach Bell                | Kelly Benefit Strategies |                   |           |
| Jonathan Patrick McCarty | Rock Racing              |                   |           |
| Hugo Houle               | Neoprofi                 |                   |           |

## Mannschaft
| Name                     | Geburtstag         | Nationalität       |
| ------------------------ | ------------------ | ------------------ |
| Ryan Anderson            | 22. Juli 1987      | Kanada             |
| Mark Batty               | 7. Dezember 1986   | Kanada             |
| Zach Bell                | 14. November 1982  | Kanada             |
| David Boily              | 28. April 1990     | Kanada             |
| Guillaume Boivin         | 25. Mai 1989       | Kanada             |
| Lucas Euser              | 5. Dezember 1983   | Vereinigte Staaten |
| Martin Gilbert           | 30. Oktober 1982   | Kanada             |
| Hugo Houle               | 27. September 1990 | Kanada             |
| Kevin Lacombe            | 12. Juli 1985      | Kanada             |
| Simon Lambert-Lemay      | 16. Juli 1990      | Kanada             |
| Bruno Langlois           | 1. März 1979       | Kanada             |
| Flavio de Luna           | 26. Januar 1990    | Mexiko             |
| Jonathan Patrick McCarty | 24. Januar 1982    | Vereinigte Staaten |
| François Parisien        | 27. April 1982     | Kanada             |
| Andrew Randell           | 4. Juli 1974       | Kanada             |
| Ryan Roth                | 10. Januar 1983    | Kanada             |
| Will Routley             | 23. Mai 1983       | Kanada             |
| Svein Tuft               | 9. Mai 1977        | Kanada             |
| Charly Vives             | 9. Oktober 1986    | Kanada             |

## Platzierungen in UCI-Ranglisten
UCI America Tour 2011
|      | Fahrer                   | Punkte |
| ---- | ------------------------ | ------ |
| 21.  | Svein Tuft               | 80     |
| 56.  | Ryan Roth                | 40     |
| 92.  | Will Routley             | 30     |
| 140. | Kevin Lacombe            | 18     |
| 156. | Zach Bell                | 16     |
| 201. | Hugo Houle               | 12     |
| 244. | Lucas Euser              | 9      |
| 247. | Martin Gilbert           | 8      |
| 271. | Jonathan Patrick McCarty | 8      |
| 326. | David Boily              | 5      |
| 385. | François Parisien        | 2      |

UCI Europe Tour 2011
|       | Fahrer                   | Punkte |
| ----- | ------------------------ | ------ |
| 159.  | Svein Tuft               | 95     |
| 280.  | Will Routley             | 56     |
| 341.  | David Boily              | 46     |
| 488.  | Kevin Lacombe            | 30     |
| 530.  | Martin Gilbert           | 27     |
| 668.  | Bruno Langlois           | 16     |
| 1064. | Lucas Euser              | 5      |
| 1139. | Jonathan Patrick McCarty | 3      |